# Amniso

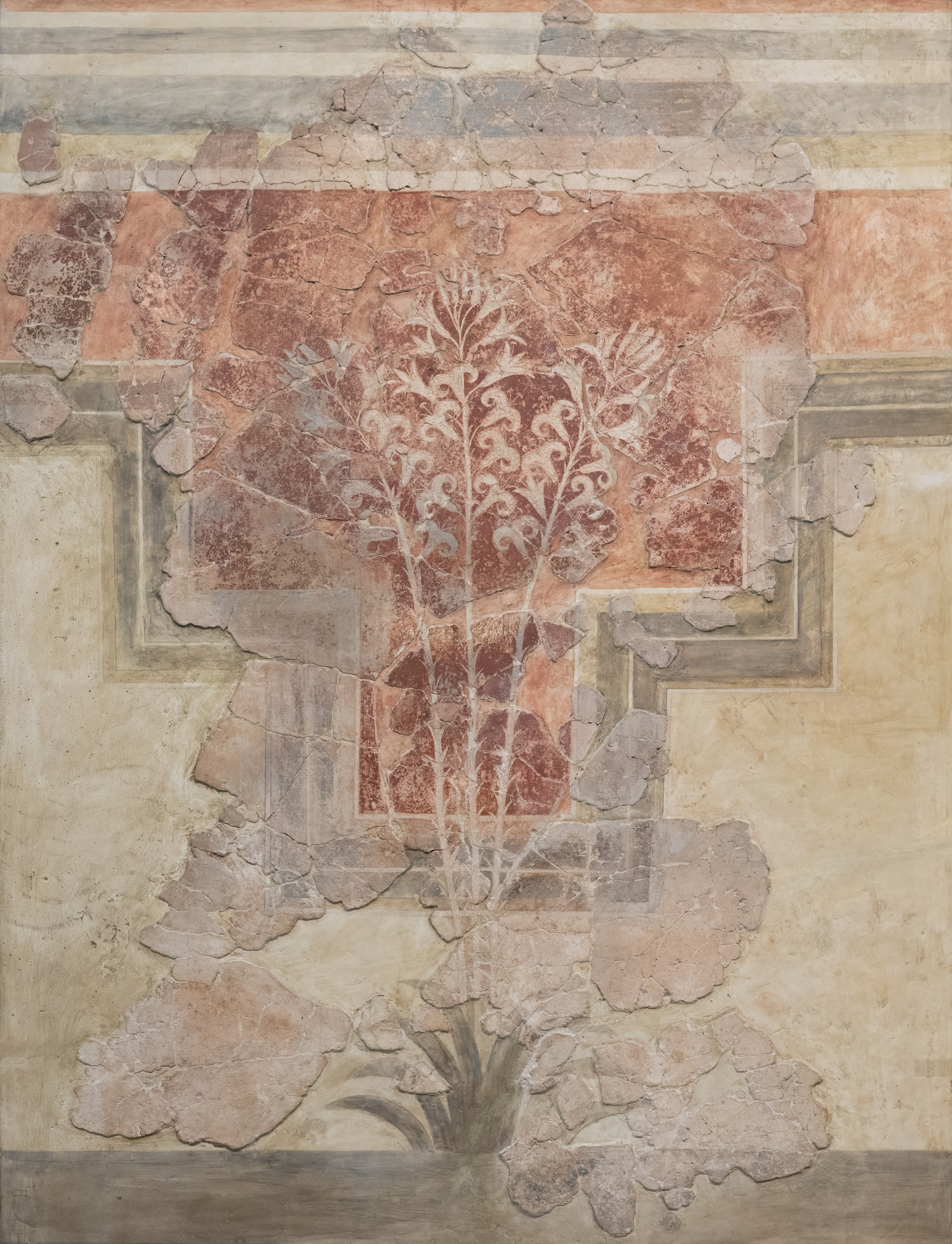
Affresco della villa

Amniso, anche Amnisos o Amnissos o Amnisus (in greco: Ἀμνισός o Ἀμνισσός; Linear B: 𐀀𐀖𐀛𐀰 - A-mi-ni-so), è un insediamento dell'età del bronzo sulla costa nord di Creta e fu usato come porto per il palazzo della città di Cnosso. Appare nella letteratura e nella mitologia greca fin dai primi tempi, ma la sua origine è molto antecedente, nella preistoria. L'insediamento storico apparteneva a una civiltà minoica Lo scavo di Amniso nel 1932 ha scoperto una villa che includeva la "Casa dei gigli", che è stata così nominata per il tema del giglio raffigurato in un affresco.

## Geografia
Amnisos si trova 7 km a est di Heraklion (Iraklio) su una spiaggia balneabile turistica della città moderna. L'attuale livello del mare è tre metri più alto del livello del mare dell'età del bronzo. Le case annegate sono visibili.
L'antico insediamento porta lo stesso nome del fiume che vi esce. Attualmente chiamato Karteros, dal nome di ferro di Caeratus, il fiume era l'Amnisos durante l'età del bronzo. Di fronte alla sua bocca c'è un'isola molto piccola chiamata Amnisos. Il fiume inizia sul Monte Ida nel centro di Creta e attraversa il burrone di Karteros. Durante la stagione più secca il fiume si riduce a un ruscello. Le divinità, Amnisiades, erano associate al fiume.
Non c'era una via navigabile per Knossos, oggi parte della città portuale. La strada era fiancheggiata da siti di culto molto antichi. Un sito è la grotta della dea Eileithyia. Conteneva oggetti risalenti al neolitico.

## Archeologia

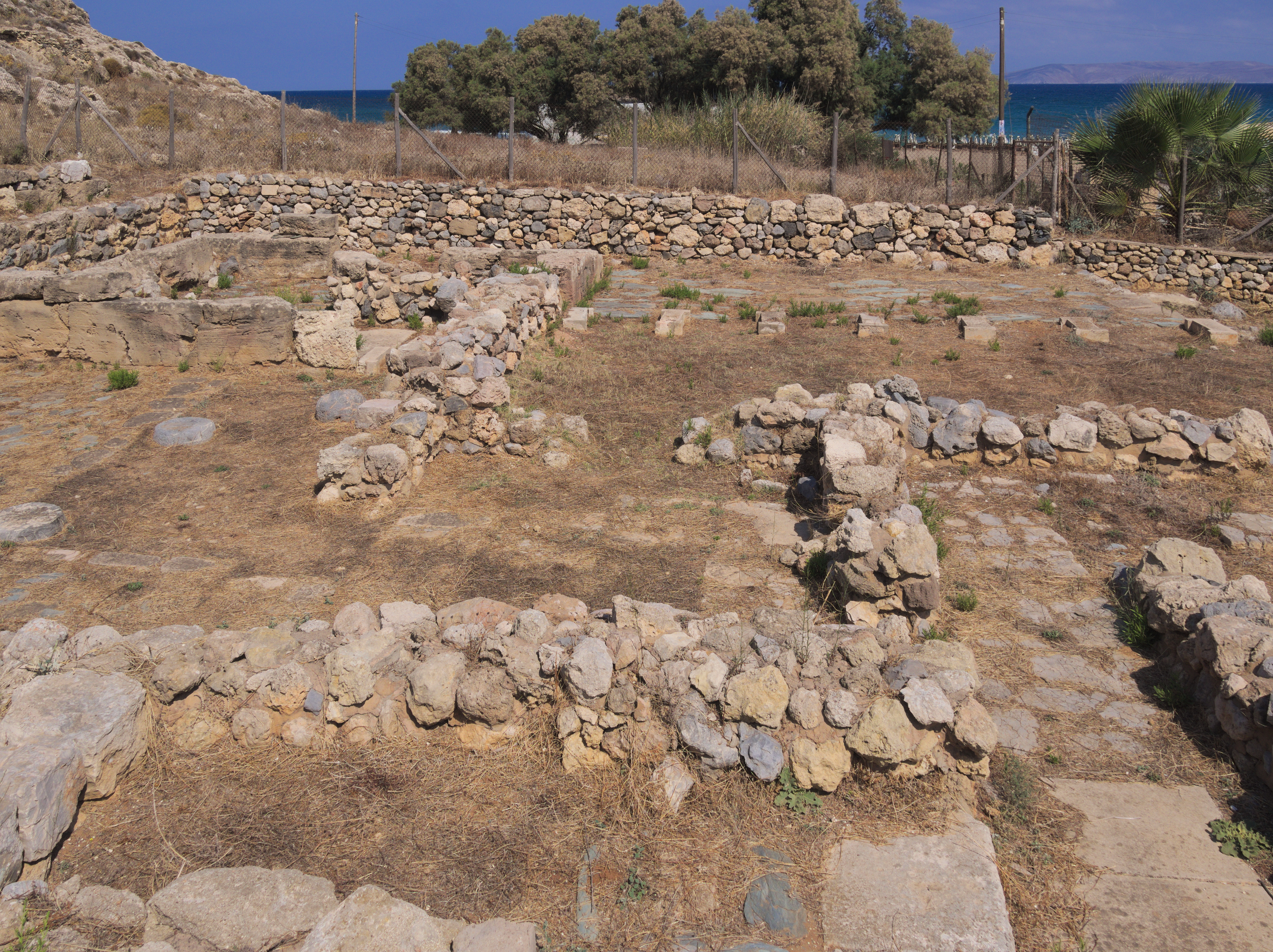
The "Casa dei gigli".

Amnisos fu scoperto per la prima volta nel 1932 da Spyridōn Marinatos, che scoprì la villa e "La casa dei gigli", che prese il nome per l'unico affresco restaurabile. La villa a due piani aveva dieci stanze e comprendeva un cortile lastricato, una sala con politetra, una cucina, un santuario e un bagno.
L'affresco dei giglii alto 1,8 metri al secondo piano raffigura gigli rossi e bianchi, menta, iris e papiro che crescono in vaso. Per quanto riguarda la data, Matz disse:
"I fiori ... sono intarsiati con pasta colorata su un fondo rubino, con un metodo simile a quello usato per l'intarsio. Questo è un raro processo tecnico. L'incontro è reso possibile dalla concorrenza con vasi provenienti da un livello MM IIIa tardo. "
Se è al confine tra la media età del bronzo (medio minoico, MM) e la tarda età del bronzo (tardo minoico, LM), dopo l'affresco è un primo esempio di uno stile tipico nel primo periodo della tarda età del bronzo, o "Periodo del palazzo". Spesso chiamato "stile naturalistico", fiorì circa tra il 1570 e il 1470 a.C. In esso sono presenti motivi stilizzati della natura, in particolare scene floreali e raffinate. I colori originali di rosso, blu, giallo e nero erano brillanti.
La casa fu distrutta da un incendio durante il periodo del Tardo Palazzo.

## Storia dell'età del bronzo
Amnisos è menzionato in alcune tavolette in lineare B, principalmente di Cnosso, come 𐀀𐀖𐀛𐀰, a-mi-ni-so, ricostruito in * Amnisos. Un esempio è la tavoletta KN Gg 705 citato da Ventris e Chadwick::
"Amnisos: un barattolo di miele per Eleuthia,
Un barattolo di miele per tutti [gli] dei. . . ".
La tavoletta registra un'offerta votiva da o ad Amnisos alla dea del parto, probabilmente quella venerata nella grotta sopra menzionata. La parola "a-mi-ni-so" era fondamentale nella decifrazione del lineare B. Ventris aveva costruito tabelle elaborate con possibili valori fonemici per i simboli del sillabario e aveva correttamente identificato le caratteristiche grammaticali chiave come i suffissi declinali. Ha quindi fatto la supposizione cruciale che una parola particolare si riferiva ad Amnisos, il porto di Knossos. L'ipotesi si è rivelata ispirata, poiché era corretta e ha lasciato tutti gli altri pezzi del puzzle al loro posto. La datazione delle tavolette di Cnosso è ancora incerta, ma è probabile che appartengano alla tarda età del bronzo. Amnisos è menzionato nell'itinerario pubblicato sulla base della statua di Amenophis III a Kom el-Heitan, come sosta ambasciatrice a Keftiu (Creta), datata ca. 1380 a.C.
A quella data, gli abitanti di Cnosso e quasi certamente del suo porto, Amnisos, parlavano greco. Nel disegno storico in miniatura di John Chadwick ne Il mondo miceneo, capitolo 1, Chadwick scrive:
"Creta fu occupata fino al XV secolo da persone che non parlavano greco ..."
Invece, parlavano la lingua scritta non ancora decifrata chiamata lineare A. Queste persone, chiamate minoiche da Arthur Evans, erano estremamente influenti in mare:
"Intorno al XVI secolo l'influenza minoica sulla terraferma diventa molto marcata."
Durante questo periodo, la casa dei gigli fu occupata. Non si ritiene che la civiltà minoica sia stata guerriera; ci sono poche tracce di armi e armature. Probabilmente rappresentavano un'egemonia mercantile, al sicuro nella loro isola e protetta dalla loro flotta.
Intorno al 1450 a.C., la villa fu bruciata insieme a tutti gli altri siti principali di Creta, ad eccezione di Cnosso. Questi eventi sono generalmente interpretati come un interesse a governare l'isola dai Greci micenei. Poiché il nome Amnisos evidenzia il suffisso pre-greco -ssos, probabilmente presero il nome così com'era.

## Storia arcaica e classica
Amnisos è stata importante nella storia dell'antica Grecia. Fu descritta come il porto di Cnosso ed era situato alla foce di un fiume chiamato anch'esso Amnisos. Possedeva un santuario di Eileithyia e le ninfe del fiume, chiamate Amnisabes (Ἀμνισιάβες) e Amnisides (Ἀμνισίδες), erano sacre per questa dea.